# Arrêt Société des granits porphyroïdes des Vosges
L'arrêt Société des granits porphyroïdes des Vosges est une décision rendue par le Conseil d’État le 31 juillet 1912. Son numéro de pourvoi est le suivant : 30701. Cet arrêt limite la conception des contrats administratifs et fait apparaitre le critère de la clause exorbitante du droit commun pour définir les contrats administratifs.

## Les faits et la procédure
La ville de Lille a passé un contrat avec la Société des granits porphyroïdes des Vosges pour que celle-ci livre des pavés pour la voirie de la ville. La livraison est effectuée en retard par rapport à la date prévue initialement par le contrat. La ville de Lille prend donc deux décisions condamnant la société au paiement de pénalités d'un montant de 3 436 francs.
La société saisit le juge administratif en vue d’annuler ces deux actes administratifs.

## Le problème de droit

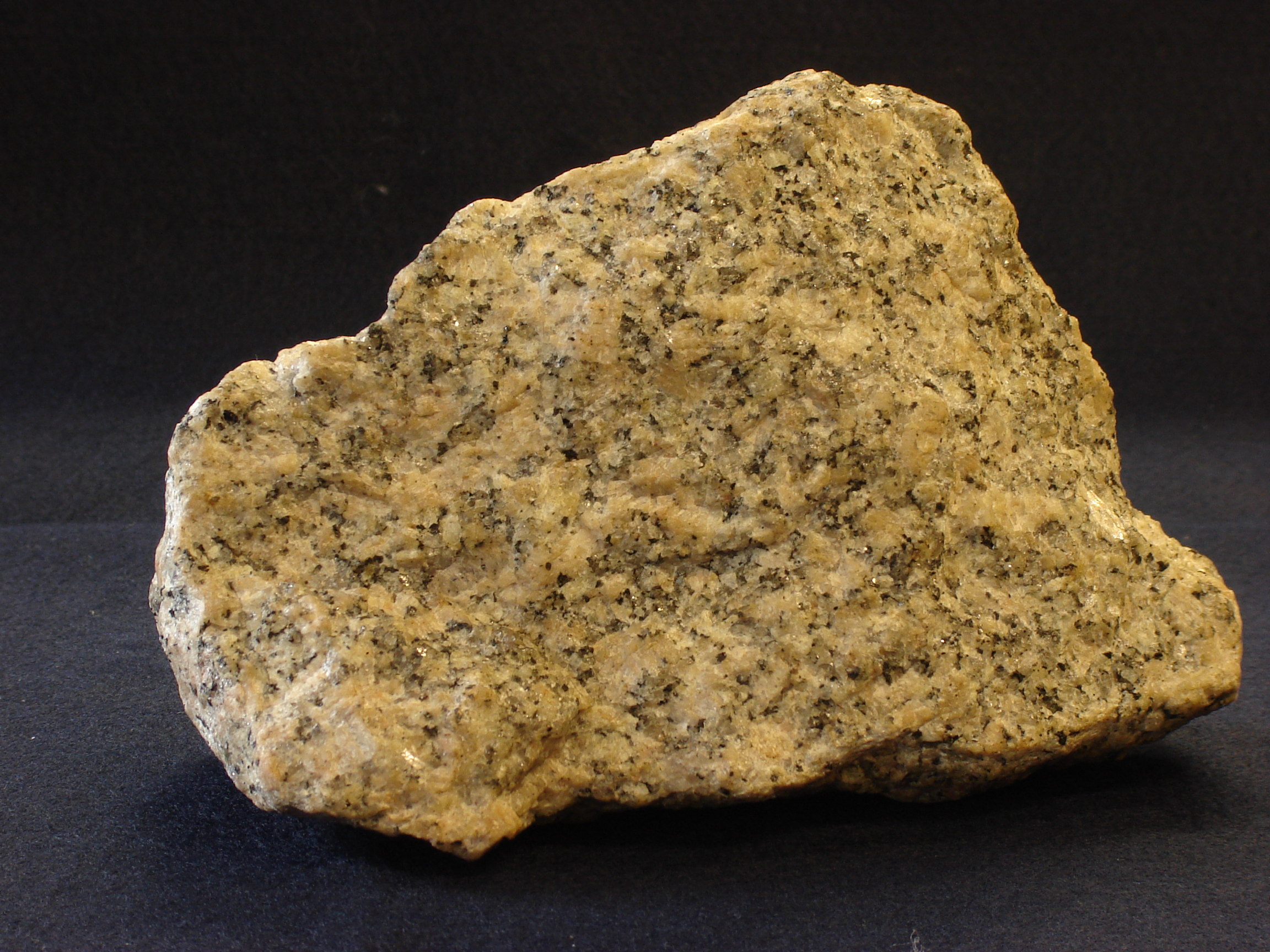
Granit Porphyroïde

Le Conseil d’État doit donc vérifier si la ville de Lille a le droit de prendre de telles décisions. La société des granits porphyroïdes des Vosges argue que le contrat passé n'est pas un contrat administratif et que, par conséquent, l'administration n'a pas le droit de prendre des décisions exorbitantes du droit commun en cas de retard d'exécution.

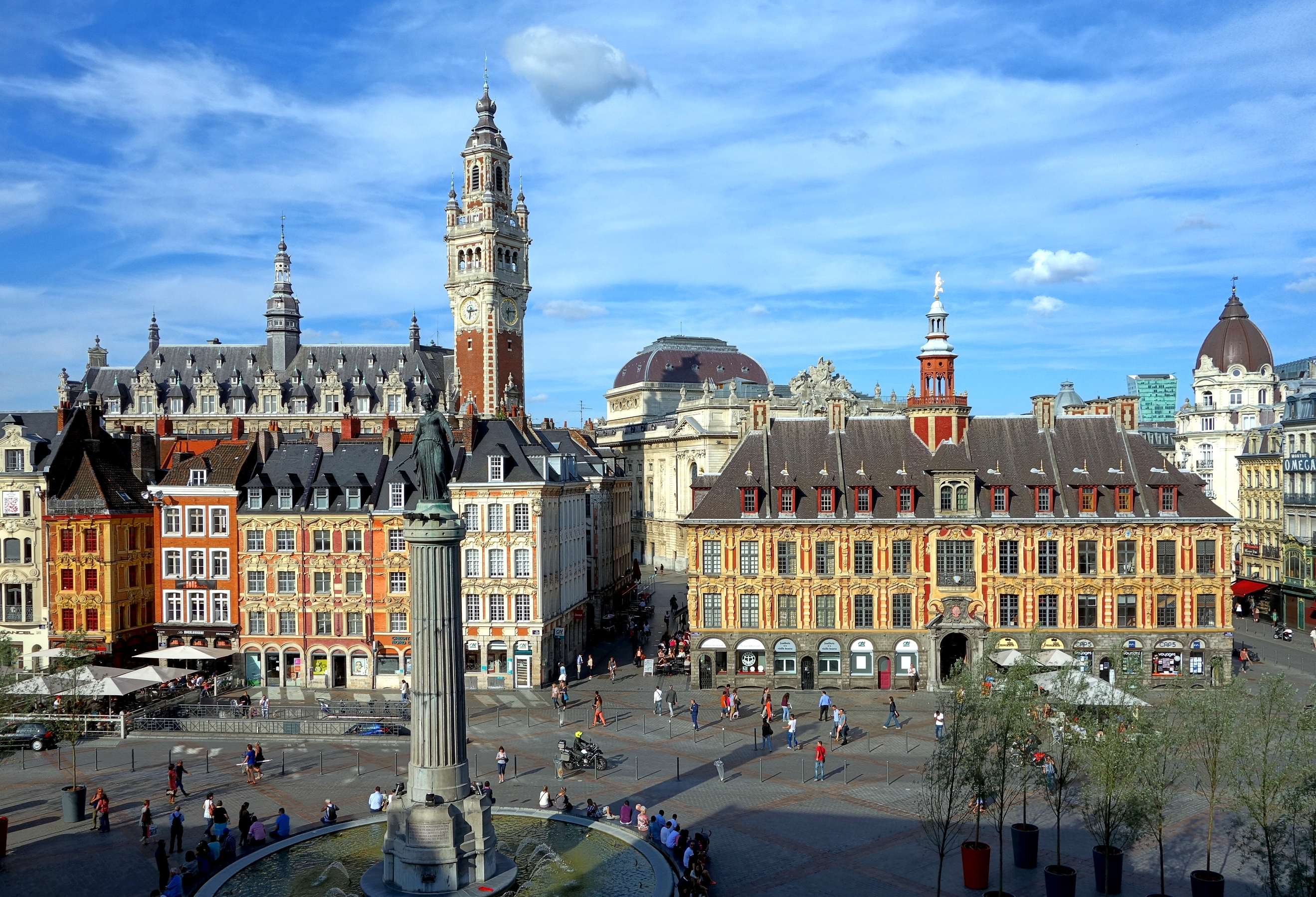
La grande place de Lille

Or, les arrêts Terrier et Thérond, rendus précédemment par le Conseil d’État, affirment que les contrats concernant des activités de service public sont des contrats administratifs et non des contrats de droit privé. En l'espèce, le contrat concerne l'installation de pavés pour la voirie de Lille, à première vue, il s'agit donc d'une activité de service public.  
Le Conseil d’État doit donc définir la nature du contrat qui lie la ville de Lille et la Société des granits porphyroïdes des Vosges. 

## La solution
Le Conseil d’État opère un revirement de jurisprudence en s'estimant incompétent pour régler ce litige. Il justifie son incompétence en expliquant que le contrat litigieux est un contrat de droit privé et non pas un contrat administratif. Par conséquent, les deux décisions du conseil municipal de Lille ne sont pas annulées par cet arrêt.
Le commissaire du gouvernement pour cette affaire est Léon Blum. Les conclusions de ce dernier sur cet arrêt permettent de comprendre comment le Conseil d’État est arrivé à une telle décision. Il explique que le critère pour déterminer si un contrat est administratif est celui de la nature du contrat et non pas le critère de l'activité. Ainsi un contrat portant sur une activité de service public n'est pas suffisant pour déterminer s'il s'agit, ou non, d'un contrat administratif. Léon Blum affirme : « il faut rechercher, non pas en vue de quel objet ce contrat est passé, mais ce qu’est ce contrat de par sa nature même ». Ainsi, si le contrat ne comprend que des règles de droit privé alors il s'agira d'un contrat de droit privé. Cet arrêt fait émerger un nouveau critère pour définir la nature des contrats entre personnes privées et personnes publiques. Ces contrats seront administratifs s'ils comportent des clauses exorbitantes du droit commun.  

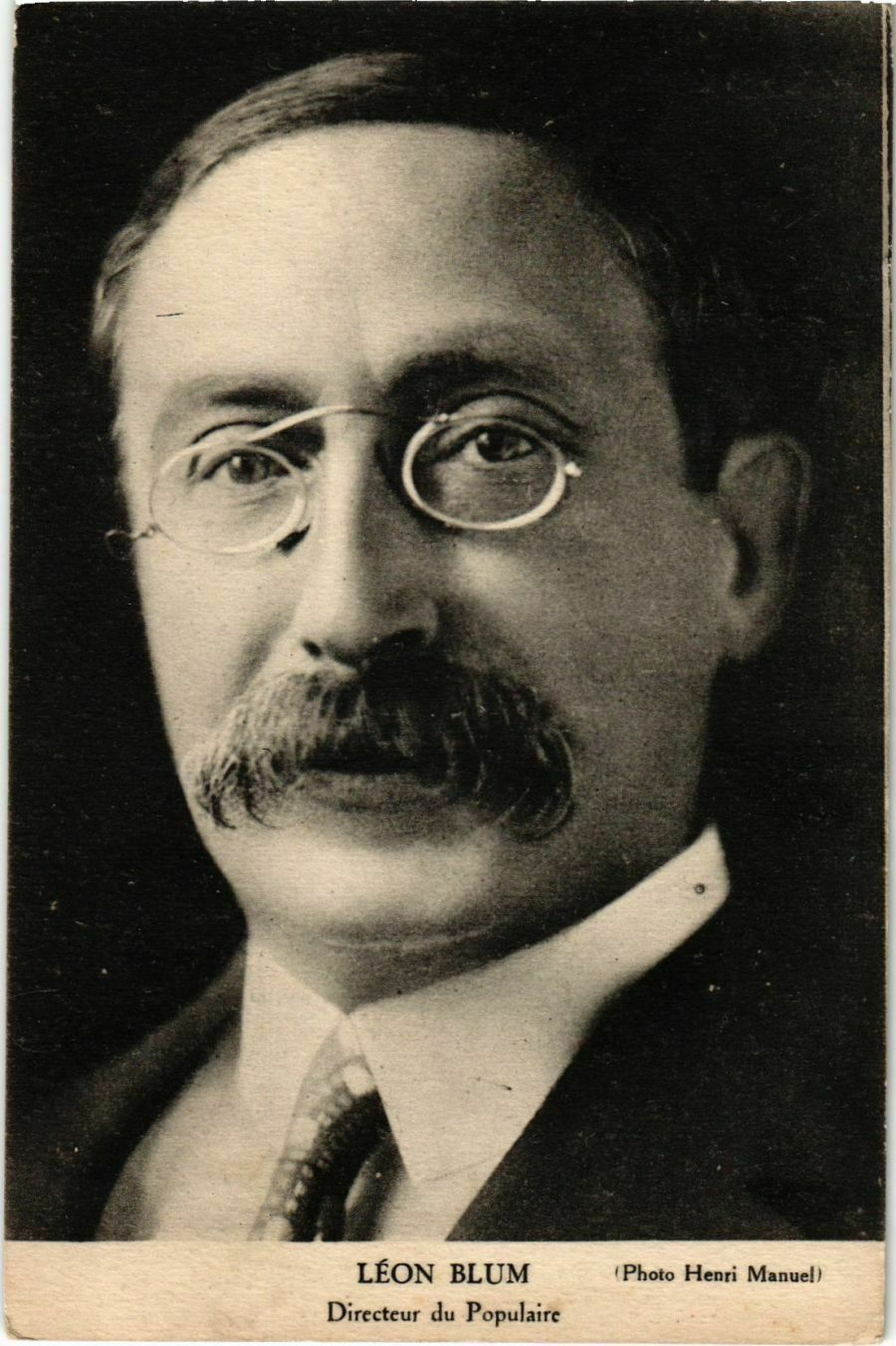
Léon Blum, commissaire du gouvernement de cette décision